# Suran
Suran – rzeka we Francji, przepływająca przez tereny departamentów Jura i Ain, o długości 74 km. Stanowi dopływ rzeki Ain.